# Gottfried Bollinger
Gottfried Bollinger (* 11. April 1883; † 5. Juni 1978 in Basel) war ein Schweizer Malakologe und Lehrer.

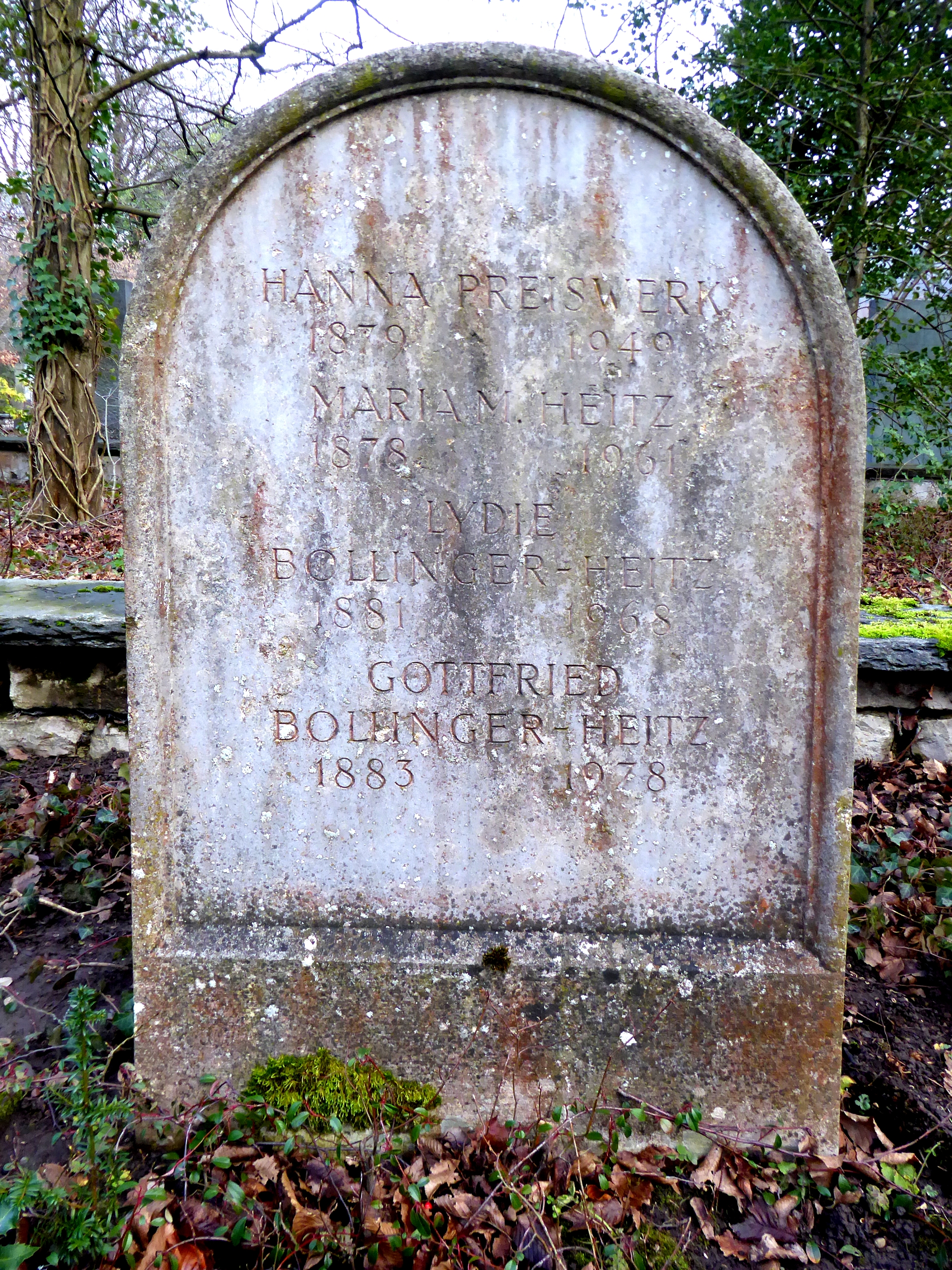
Grab auf dem Friedhof am Hörnli

## Leben und Werk
Bollinger promovierte 1909 bei Friedrich Zschokke mit einer Arbeit Zur Gastropodenfauna von Basel und Umgebung. 1912 veröffentlichte er ein Verzeichnis der Gehäuseschnecken von Basels Umgebung im Nachrichtsblatt der Deutschen Malakozoologischen Gesellschaft. Die Erstbeschreibungen von Obba rota und Obba papilla (beide 1918) stammen von Bollinger.
Bollinger heiratete Lydie Heitz. Er war Lehrer an einer Töchterschule bzw. einem Mädchengymnasium in Basel.
Er fand seine letzte Ruhestätte auf dem Friedhof am Hörnli.